# Hospital Materno Infantil de Brasília
O Hospital Materno Infantil de Brasília (HMIB) é um hospital público brasileiro, de Brasília, no Distrito Federal, e faz parte do Sistema Único de Saúde (SUS), voltado ao atendimento pediátrico e a saúde de mulher.
Foi inaugurado em 1966. Fica situado no Setor de Grandes Áreas Sul, na Asa Sul. Sua atual diretora é Marina da Silveira Araújo.

## História

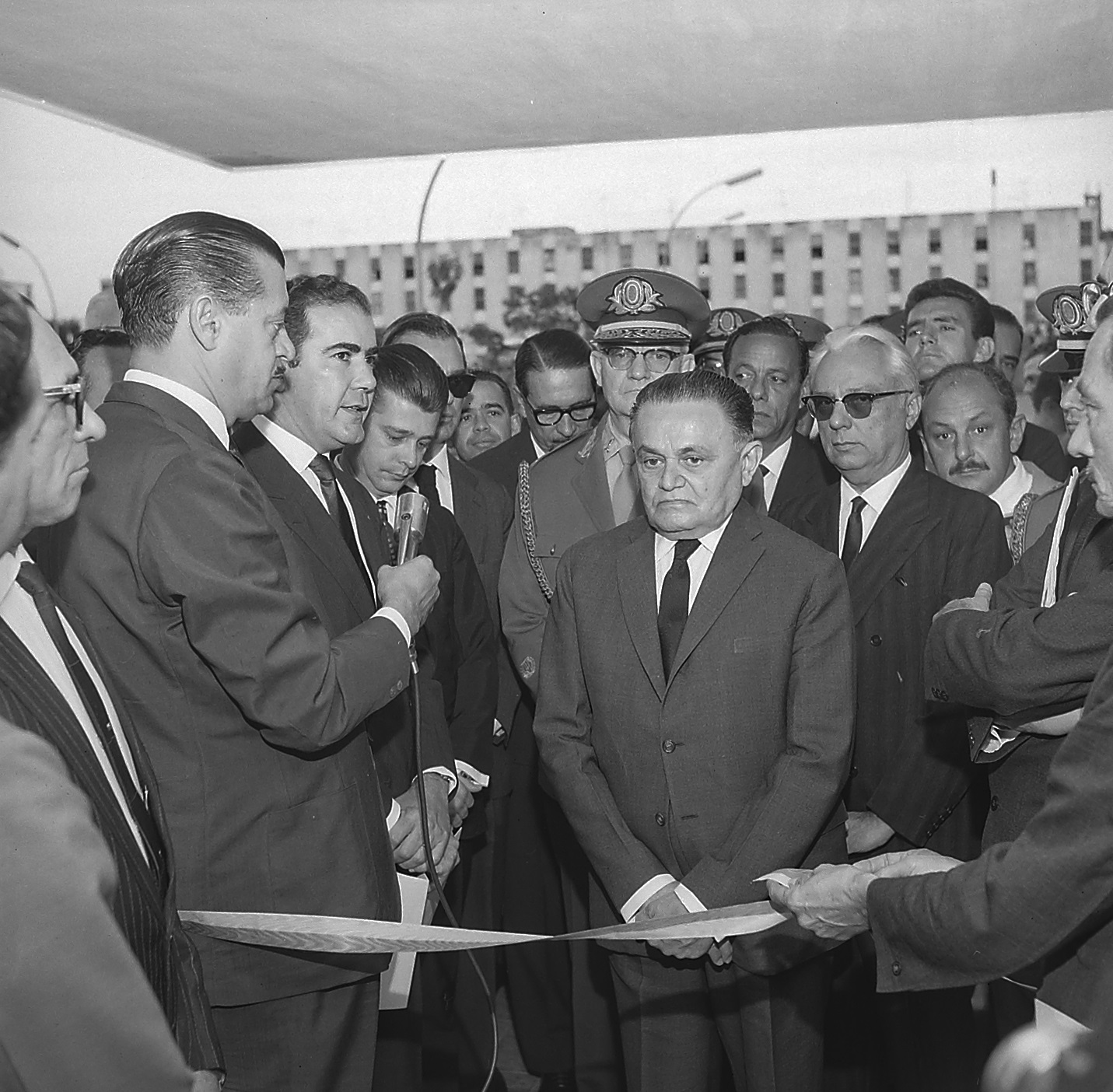
O presidente Castelo Branco inaugurando o Hospital, ainda chamado de Hospital da L2 Sul, em 1966.

O hospital foi aberto em 22 de novembro de 1966 com o nome de Hospital da L2 Sul, por essa ser a via onde o hospital fica.
Entretanto, só funcionou em 02 de janeiro de 1967, com 150 leitos disponíveis e atendendo ginecologia e obstetrícia, pediatria, clínica médica, cirurgia geral, oftalmologia, otorrinolaringologia e odontologia, além do ambulatório que também atendia emergências. Cirurgia geral e ginecologia e obstetrícia foram as duas primeiras áreas a terem residentes, com um em cada. 
Já em 1970 acontece a primeira obra de ampliação, recebendo auditório, centro obstétrico, berçário, maternidade, laboratório de patologia clínica e a adição de 77 novos leitos. Foi também construído um alojamento para residência médica, permitindo que a residência fosse ampliada para a pediatria e mais residentes pudessem trabalhar no HMIB, com as três áreas recebendo uma turma de medicina da Universidade de Brasília (UnB).
Uma nova reforma acontece em 1978 com a criação de setores de anatomia patológica, manutenção, maternidade, informática, farmácia, refeitório, cozinha, seção de pessoal, vestuários e unidade de terapia intensiva, além da ampliação do banco de sangue. Em 1979, é renomeado Hospital Regional da Asa Sul (HRAS) - na época, o hospital não era materno-infantil, mas 70% da capacidade era voltada a esse público. Uma reforma menor, voltada a manutenção, como pintura, troca de cadeiras e paisagismo, foi feita em 1981.
Em 1987, o HRAS se torna oficialmente materno-infantil. O nome, no entanto, só mudaria em 1996. Uma nova obra, voltada ampliação da emergência e a reforma da unidade de terapia intensiva, foi feita para adequar o hospital a seu novo público.

Em 1998 foi inaugurado o novo Bloco Materno Infantil, e em 2001 o hospital volta a ser denominado Hospital Regional da Asa Sul, entretanto, a população continua o chamando de Hospital Materno Infantil de Brasília. Apenas em 2012 o nome oficial do hospital volta a ser esse, que passa a ser definitivo. Novas residências são adicionadas: em 2001, a residência de enfermagem em neonatologia e obstetrícia e em 2009 inicia a residência de enfermagem em pediatria. Passa a ter a maior UTI Neonatal da América Latina com 46 leitos.

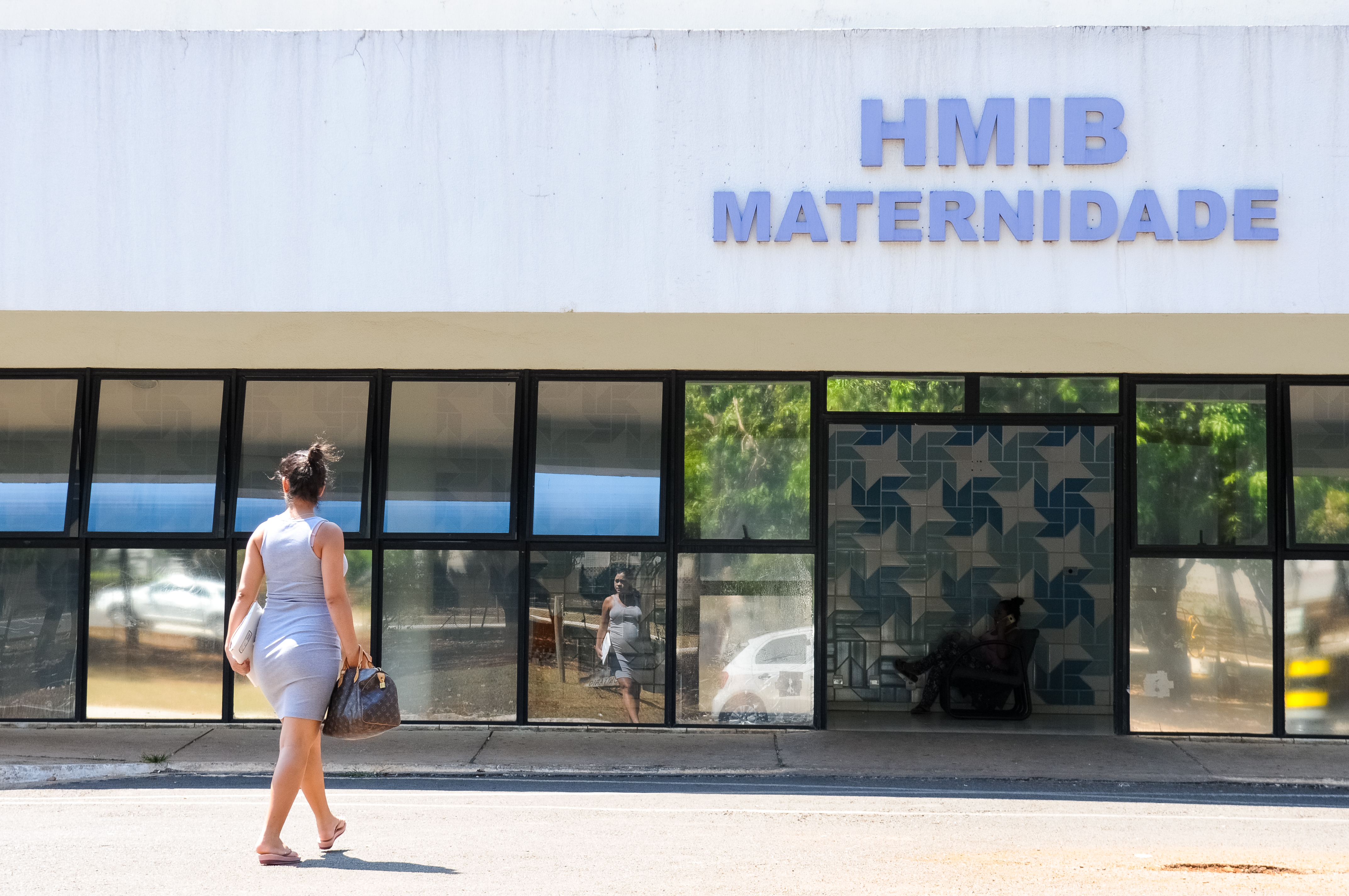
Maternidade do HMIB.

Em 2019 o HMIB foi habilitado pelo Ministério da Saúde como Serviço de Referência em Doenças Raras. No mesmo ano, uma reforma de revitalização foi feita.

## Estrutura
Em 1967, ao abrir, o hospital tinha 5.325 metros quadrados de área e 150 leitos. A ampliação de 1970 adicionou 77 novos leitos, totalizando 227, e aumentou a área para 11.926,98 metros quadrados. Após a reforma de 1978, chegou a uma área de 18.585  metros quadrados. Quando o hospital se torna materno-infantil, em 1978, passa a ter 19.299,20 metros quadrados com a reforma de adequação. 

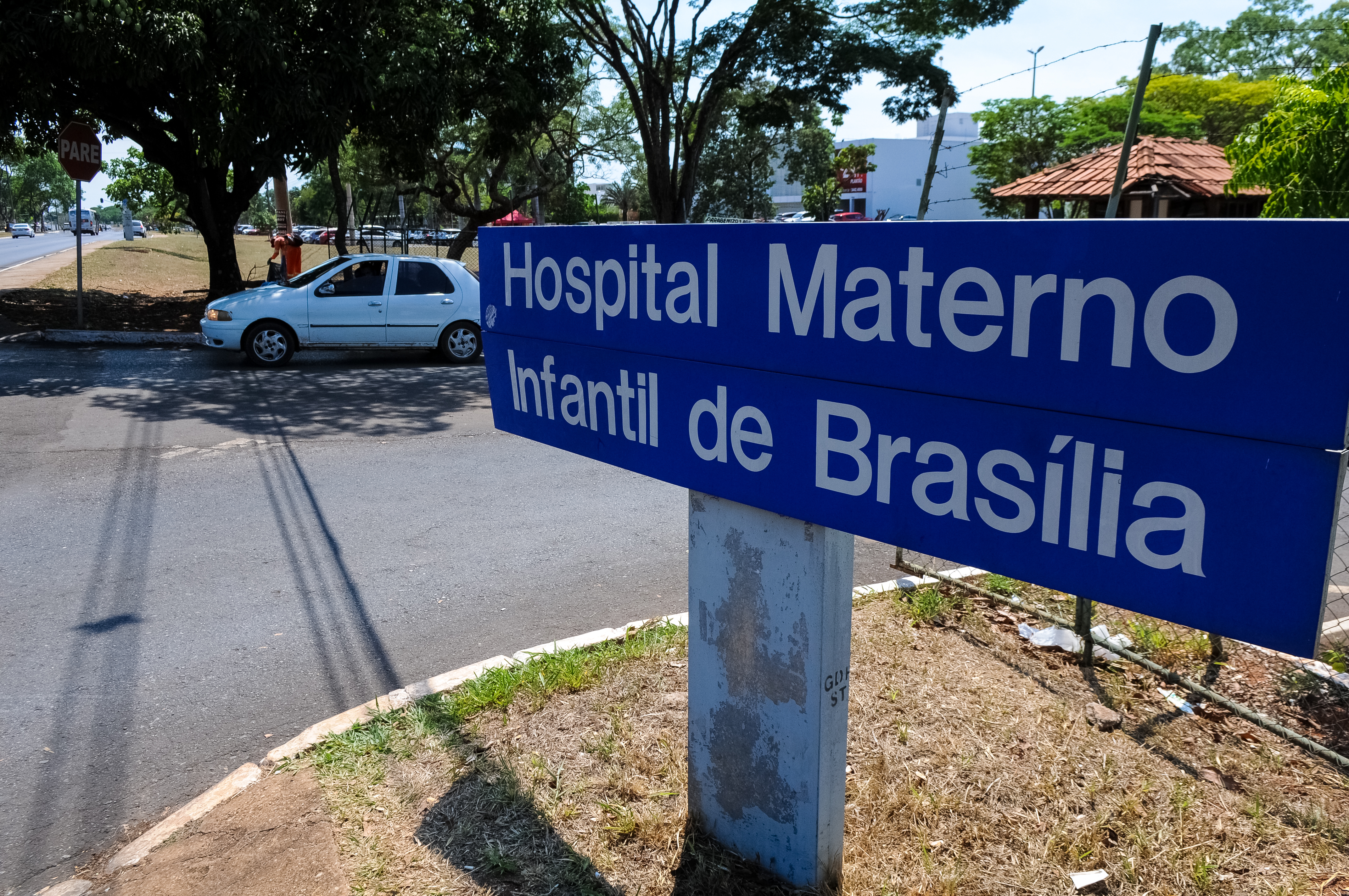
Placa na entrada do hospital.

Atende urgências e emergências obstétricas e pediátricas, serviços ambulatoriais e faz exames laboratoriais, radiográficos e ecográficos. Também conta com um clínica cirúrgica pediátrica, centro obstétrico, policlínica de apoio e três tipos de unidade de terapia intensiva, as UTIs materna, neonatal e pediátrica. O hospital faz cerca de 200 mil atendimentos por mês.
É certificado como hospital de ensino e tem nove programas de residência médica; em pediatria, alergia e imunologia pediátrica, infectologia pediátrica, medicina intensiva pediátrica, neonatologia, cirurgia pediátrica, obstetrícia e ginecologia, medicina fetal e reprodução humana. Também conta com a residência de enfermagem em neonatologia, obstetrícia e pediatria.  
Possui parcerias com as principais universidades e escolas técnicas do Distrito Federal e tem o primeiro Centro de Ensino e Pesquisa para o Sistema Único de Saúde do Distrito Federal, aberto em 2015.